# 政治组·马恩列托
政治组·马恩列托（日语：政治グループ・ＭＥＬＴ）是日本的一个马克思主义、列宁主义、托洛茨基主义组织。1991年，日本革命的共产主义者同盟（第四国际日本支部）因为内部就“性差别问题”产生严重分歧，被第四国际联合书记处取消支部资格。随后，日本革命的共产主义者同盟（第四国际日本支部）解体，其成员形成了几个不同的组织，其中一个是第四国际日本支部再建准备组。2011年2月，该组织更名为“政治组·马恩列托”，组织名来源于“马克思、恩格斯、列宁、托洛茨基”。
该组织的领导人是江藤正修。该组织出版月刊《国际》及不定期发行刊物《劳动者之旗》。2017年江藤正修逝世后，其网站停止更新。